# Слово и жизнь
«Слово и жизнь» — журнал евангельских христиан Дальнего Востока. Издавался в 1921—1922 годах во Владивостоке, где находился Дальневосточный отдел Всероссийского союза евангельских христиан (ДОВСЕХ). Редактором-издателем журнала был Николай Никитович Красев, в то время являвшийся председателем ДОВСЕХ и уполномоченным ВСЕХ на Дальнем Востоке.

## Параметры

Редактор журнала Н. Н. Красев

Позиционировал себя как ежемесячный журнал, хотя фактически выходил реже. Так, в 1922 году журнал вышел трижды (совмещенными номерами): № 1-2 (июль-август), № 3-4 (сентябрь-октябрь), № 5-6 (ноябрь-декабрь).
На 3-м съезде ДОВСЕХ в конце 1922 года при обсуждении вопроса о дальнейшем издании журнала Н. Н. Красев отмечал возрастающую потребность в нем и одновременно нехватку средств, надежды на успешное развитие журнала и иную издательскую деятельность давала только возможная помощь из-за границы: «Заграничные братья обещают значительную поддержку в будущем и сейчас прислали до 70 подписчиков. Русские братья в Америке приняли журнал „Слово и жизнь“, как свой орган. Это нас подбодряет не только со стороны материальной, но и морально». На съезде было признано необходимым продолжать издание журнала «Слово и жизнь», возложив редактирование на Совет ДОВСЕХ.
Однако издание журнала прекратилось после окончательного установления во Владивостоке Советской власти (конец 1922 года).
Объем одного номера — 18 страниц (вместе с обложкой). Содержал иллюстрации.
В настоящее время доступны для исследования номера за 1922 год: № 1-2 и № 3-4 (в печатном виде хранятся в Государственном архиве Приморского края).

## Содержание
Журнал был ориентирован как на служителей и рядовых членов общин, так и на неверующих и инаковерующих, то есть рассматривался как миссионерское средство. Так, во вступительной статье первого номера 1922 года, Н. Н. Красев сообщил, что при решении о продолжении издания журнала он. В первую очередь, руководствовался «сознанием своей обязанности передать животворящее Слово в умирающую жизнь»
Журнал включал в себя духовно-назидательные статьи отечественных и зарубежных авторов, стихи. В журнале была рубрика «Юношеский отдел», где публиковались статьи, адресованные верующей молодежи.
Кроме того, в журнале выходили материалы, рассказывающие о жизни русских евангельских общин как на Дальнем Востоке и соседней Маньчжурии (Северный Китай), так и в остальных регионах России, а также США. Это были статьи в жанре репортажа с различных христианских мероприятий, выдержки из писем верующих, отчеты о миссионеров о своей работе, отчеты о расходовании средств, собранных на благотворительные нужды, и прочее.
В то же время важную роль играли регулярные сообщения о событиях в жизни евангельских христиан России, например, о Всероссийских съездах. Руководство ДОВСЕХ стремилось освещать ситуацию в Советской России, в частности, касающуюся процесса евангелизации населения страны.
Не оставались без внимания и важные даты в жизни евангельских христиан, так, по случаю юбилея И. С. Проханова в журнале «Слово и жизнь» был опубликован очерк о его жизненном пути.
В журнале «Слово и жизнь» публиковались письма, поступавшие в Совет ВСЕХ, с просьбами о помощи, с описанием трагического положения населения голодающих районов, с просьбой спасти от голодной смерти. Во Владивостоке пожертвования в пользу голодающих братьев в России принимались Советом ДВО ВСЕХ. В журнале «Слово и жизнь» публиковались отчеты о приходе и расходе средств для голодающих. В журнале «Слово и жизнь» публиковались и отчеты американских единоверцев о пожертвованиях, собранных и высланных в пользу голодающих братьев в России в 1922 году, дальневосточных общин среди получателей помощи не было.

## Участие иностранных единоверцев
Будучи журналом евангельских христиан Дальнего Востока, он одновременно признавался журналом американско-канадских евангельских христиан — выходцев из России. Более того, подписка иностранных единоверцев на журнал рассматривалась как материальная помощь, дающая возможность оказывать финансовую поддержку миссионерам на Дальнем Востоке.
Летом 1922 года журнал «Слово и жизнь» писал о том, что Джон Джонсон (представитель Союза евангельских христиан США), «сообщает, что у них состоялись две братские конференции, одна в Америке и другая в Канаде. На конференции братья решили наш журнал „Слово и Жизнь“ признать своим журналом и сотрудничать в нем». Осенью 1922 год появился американско-канадский отдел журнала, в нем было опубликовано письмо Джона Джонсона, в котором он описывал, как ему удалось добиться решения о признании евангельскими христианами США и Канады журнала своим.